# Løjtofte Sogn
Løjtofte Sogn var et sogn i Lolland Vestre Provsti (Lolland-Falsters Stift). Det indgik 1. august 2016 i Utterslev-Herredskirke-Løjtofte Sogn.
I 1800-tallet var Løjtofte Sogn anneks til Herredskirke Sogn. Begge sogne hørte til Lollands Nørre Herred i Maribo Amt. Herredskirke-Løjtofte sognekommune blev ved kommunalreformen i 1970 indlemmet i Ravnsborg Kommune, der ved strukturreformen i 2007 indgik i Lolland Kommune.
I Løjtofte Sogn ligger Lille Løjtofte Kirke.
I Løjtofte Sogn findes følgende autoriserede stednavne:
- Bulskov (bebyggelse)
- Lille Løjtofte (bebyggelse, ejerlav)
- Sandbjerg (bebyggelse, ejerlav)
- Sandbjerg Hede (bebyggelse, ejerlav)
- Sortemose (bebyggelse)
- Øster Karleby (bebyggelse, ejerlav)